# ريكاردو كوتشيولا
ريكاردو كوتشيولا (بالإيطالية: Riccardo Cucciolla)‏ هو ممثل إيطالي، ولد في 5 سبتمبر 1924 بباري في إيطاليا، وتوفي في 17 سبتمبر 1999 بروما في إيطاليا.

## وصلات خارجية
- ريكاردو كوتشيولا على موقع IMDb (الإنجليزية)
- ريكاردو كوتشيولا على موقع ألو سيني (الفرنسية)
- ريكاردو كوتشيولا على موقع ميوزك برينز (الإنجليزية)
- ريكاردو كوتشيولا على موقع أول موفي (الإنجليزية)
- ريكاردو كوتشيولا على موقع قاعدة بيانات الأفلام السويدية (السويدية)
- ريكاردو كوتشيولا على موقع قاعدة بيانات الفيلم (الإنجليزية)
- ريكاردو كوتشيولا على موقع كينوبويسك (الروسية)